# Họ Hoàn hoa
Họ Hoàn hoa (danh pháp khoa học: Cyclanthaceae) là một họ trong thực vật có hoa, chứa khoảng 225 loài cây thân thảo trong 12 chi, phân bổ tại khu vực nhiệt đới Tân thế giới (Trung Mỹ và Nam Mỹ).
Hệ thống APG năm 1998 và hệ thống APG II năm 2003 đặt họ này trong bộ Pandanales của nhánh monocots.

## Phát sinh chủng loài
Cây phát sinh chủng loài dưới đây lấy theo APG III.
|  | Stemonaceae                                                   |
|  |                                                               |
|  | \| \| Pandanaceae \| \| \| \| \| \| Cyclanthaceae \| \| \| \| |
|  |                                                               |
|  | Pandanaceae                                                   |
|  |                                                               |
|  | Cyclanthaceae                                                 |
|  |                                                               |

|  | Pandanaceae   |
|  |               |
|  | Cyclanthaceae |
|  |               |

|  | Stemonaceae                                                   |
|  |                                                               |
|  | \| \| Pandanaceae \| \| \| \| \| \| Cyclanthaceae \| \| \| \| |
|  |                                                               |
|  | Pandanaceae                                                   |
|  |                                                               |
|  | Cyclanthaceae                                                 |
|  |                                                               |

|  | Pandanaceae   |
|  |               |
|  | Cyclanthaceae |
|  |               |

## Các chi
- Asplundia Harling: Khoảng 100 loài
- Carludovica Ruiz & Pav.
- Chorigyne R. Erickss.
- Cyclanthus Poit.: 1 loài với tên gọi hoàn hoa (Cyclanthus bipartitus)
- Dianthoveus Hammel & Wilder
- Dicranopygium Harling: Khoảng 50 loài
- Evodianthus Oerst.
- Ludovia Brongn.
- Schultesiophytum Harling
- Sphaeradenia Harling (bao gồm cả Pseudoludovia Harling): Khoảng 50 loài
- Stelestylis Drude
- Thoracocarpus Harling

## Trồng và sử dụng
Thành viên trong họ này được biết đến nhiều nhất có lẽ là Carludovica palmata, lá non của nó được dùng để làm mũ Panama.